# Rufus Isaacs
Rufus Daniel Isaacs, 1. markiz Reading GCB, GCSI, GCIE, GCVO (ur. 10 października 1860 w Rzeszowie, zm. 30 grudnia 1935) – brytyjski polityk, prawnik i arystokrata pochodzenia żydowskiego, syn handlarza owocami na targu Spitalfields.

## Życiorys
Isaacs wraz z rodzicami przeniósł się w latach 70. XIX wieku do Krakowa, następnie wyemigrowali do Anglii. Ukończył studia prawnicze i w 1887 r. został powołany do Middle Temple. Dał się tam poznać jako zdolny i odpowiedzialny prawnik. Zasłynął w 1904 r. podczas procesu oskarżonego o defraudację Whitakera Wrighta. W tym samym roku został wybrany do Izby Gmin jako deputowany Partii Liberalnej z okręgu Reading. W 1910 r. pełnił funkcję Radcy Generalnego, zaś w latach 1910–1913 był prokuratorem generalnym. W 1912 r. został pierwszym prokuratorem generalnym, który wszedł w skład brytyjskiego gabinetu. W latach 1913–1921 Isaacs był Lordem Najwyższym Sędzią w związku z czym musiał zrezygnować z miejsca w Izbie Gmin.

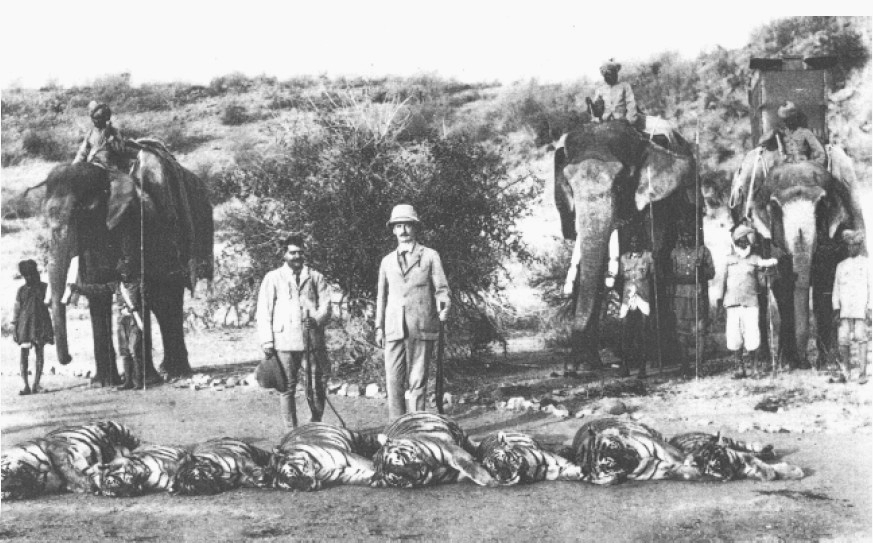
Lord Reading podczas polowania na tygrysy w Nepalu

W 1914 r. Isaacs został kreowany baronem Reading. W 1916 r. został wicehrabią Reading, zaś rok później hrabią Reading i wicehrabią Erleigh. W latach 1918–1919 był ambasadorem Zjednoczonego Królestwa w Waszyngtonie. W 1921 r. zrezygnował z funkcji Najwyższego Sędziego by objąć stanowisko wicekróla Indii. Na tym stanowisku, mimo deklarowania polityki dialogu, często używał siły w sporach z opozycją. To na jego rozkaz uwięziono w 1922 r. Mahatmę Gandhiego. W Indiach Reading pozostał do 1925 r. W 1926 r. został kreowany markizem Reading. Była to najwyższa godność parowska jaka kiedykolwiek została osiągnięta w Wielkiej Brytanii przez osobę pochodzenia żydowskiego.
Po utworzeniu rządu narodowego przez premiera MacDonalda Reading objął w tym rządzie stanowiska przewodniczącego Izby Lordów i ministra spraw zagranicznych. Po kilku miesiącach sprawowania tych funkcji zrezygnował ze względu na zły stan zdrowia. W 1934 r. otrzymał honorowy urząd lorda strażnika Pięciu Portów. Był również kawalerem Krzyża Wielkiego Orderu Łaźni, Krzyża Wielkiego Orderu Gwiazdy Indii, Krzyżem Wielkim Orderu Imperium Indyjskiego i Krzyżem Wielkim Królewskiego Orderu Wiktoriańskiego. Był również członkiem Tajnej Rady. Pod koniec życia zmienił nazwisko na Rufus Isaacs.
8 grudnia 1887 r. poślubił Alice Cohen (1866 – 30 stycznia 1930), córkę londyńskiego kupca Alberta Cohena. Miał z nią syna Geralda, który po śmierci ojca w 1935 r. został 2. markizem Reading.
Razem z Alfredem Mondem i Herbertem Samuelem Reading był jednym z założycieli „The Palestine Electricity, Corporation Limited”, z której powstała później Izraelska Korporacja Elektryczna. Imię markiza nosi elektrownia w Tel Awiwie.